# William Orpen
William Newenham Montague Orpen KBE • RA • RHA (Stillorgan, 27 de Novembro de 1878 – Londres, 29 de Setembro de 1931) foi um artista irlandês que trabalhou maioritariamente em Londres. William Orpen foi um excelente desenhador e um retratista popular e comercialmente bem-sucedido da alta sociedade eduardiana.[carece de fontes?]

## Biografia
Durante a Primeira Guerra Mundial, foi o mais produtivo dos artistas oficiais enviados pelo Reino Unido para a Frente Ocidental, onde desenhou e pintou não só retratos de generais e políticos, mas também de soldados rasos, e prisioneiros de guerra alemães. A maioria da sua obra produzida durante a guerra, 138 quadros ao todo, foi doada ao governo britânico, e encontra-se hoje no Imperial War Museum. Os seus contactos com as altas patentes do exército inglês permitiram-lhe ficar em França durante mais tempo do que qualquer outro artista oficial e, apesar de ter sido feito Cavaleiro Comandante da Ordem do Império Britânico em 1918 e ter sido eleito membro da Academia Real de Artes, a sua determinação em produzir obras durante a guerra custou-lhe a saúde e o estatuto social. Após a sua morte precoce, a crítica desconsiderou o seu trabalho e, durante muitos anos, os seus quadros eram raramente expostos, uma situação que só se começou a reverter na década de 1980.